# 周龙

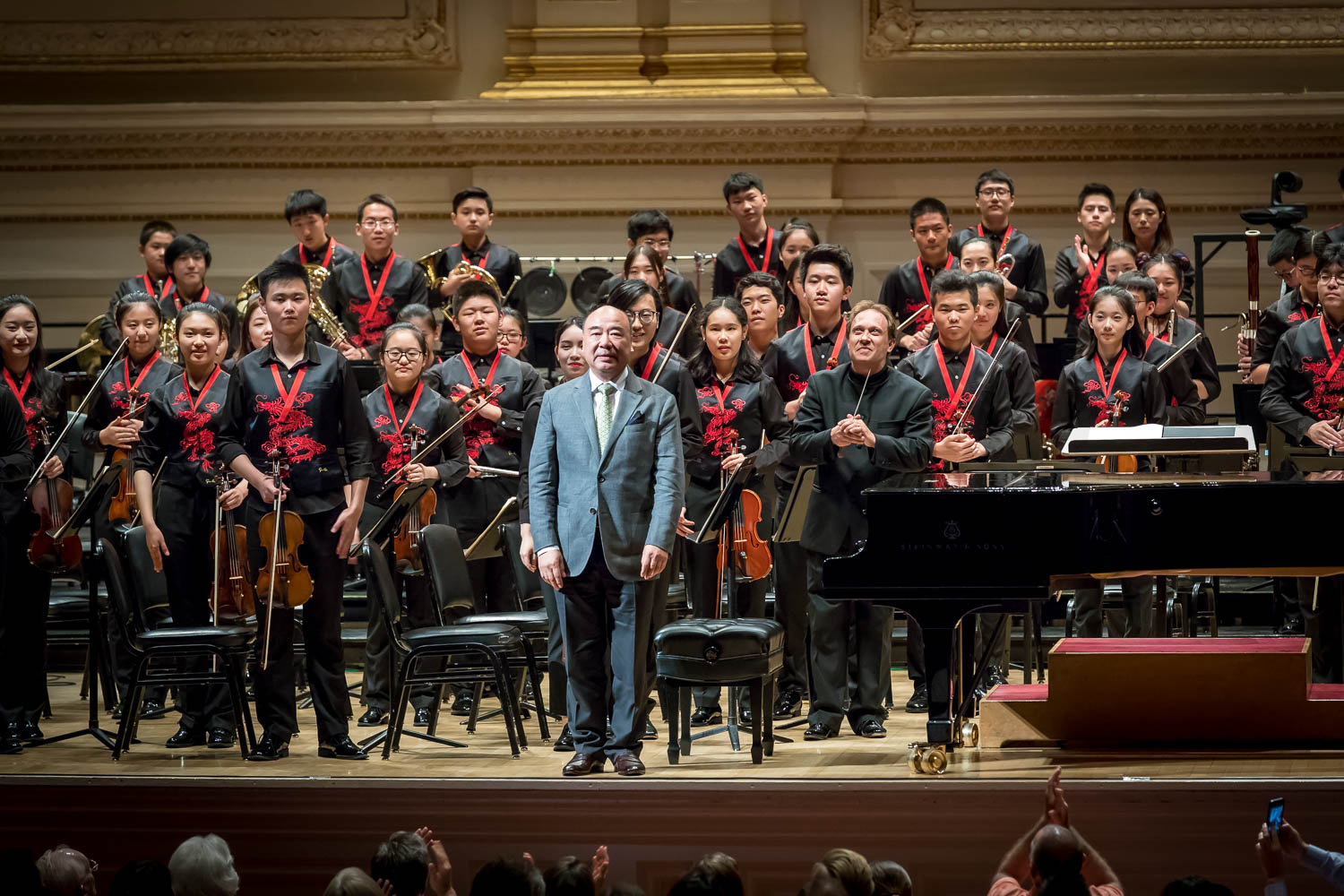
2017年7月22日周龍與指揮家卢多维克·莫洛及中華青少年交響樂團在卡内基音乐厅演出作品《鼓韵》谢幕

周龙（1953年7月8日—），美籍华裔作曲家，密苏里大学堪萨斯分校作曲教授，是第一個獲得普利策音樂獎的亞裔音樂家。

## 生平
周龙的父亲是一名画家，本來在上海工作，中央戏剧学院成立时受周恩来邀請到北京建立舞台美术专业。母亲是中央音乐学院声乐教授贺高勇。周龍成為作曲家多是受其母影響，他說：“她一直觉得我应该成为作曲家，她认为作曲家是音乐家里至高无上的，惟有创作才能成就表演家。”他的大姨是朱德之女朱敏，从苏联带回給周龍很多俄罗斯唱片。周龍小時候並不喜歡彈鋼琴，從六歲開始就和和母親說好要讀書就不學鋼琴。直到他下鄉到黑龙江鹤岗生产建设兵团後，才開始重新學習樂理。之後，他曾在张家口文工团拉手风琴、写各種曲子。
1977年，他成為中國恢復高考之後的第一屆大學生，1983年自中央音乐学院畢業，同班同學包括妻子陈怡以及谭盾、陈其钢、瞿小松、叶小钢、郭文景等。之後他到中央人民广播电台工作，曾在央广举办個人广播音乐会。他获獎學金到哥伦比亚大学在周文中的指導下讀博士，陈怡也在一年後考入哥倫比亞大學。二人在1993年同時畢業，之後定居美国。周龙在畢業之後本是自由作曲家，2000年陈怡获艾夫斯奖。该奖要求獲得者“停止其他社会职务3年”，用奖金進行创作。陳怡因此前往紐約專心創作，而周龙接替她成為密苏里大学堪萨斯分校教師。
2011年4月，他凭借《白蛇传》（這也是他的第一部歌剧）获得普利策音樂獎，是亚裔在普利策奖历史上首次获得该奖项。

## 外部連結
- YouTube上的Zhou, Long: Su / Pianogongs / Taiping Drum / Wild Grass / Taigu Rhyme / Chen, Yi: Monologue / Chinese Ancient Dances播放列表，作曲：周龍、陳怡